# Nara Smith
Nara Aziza Smith (de soltera Pellmann; Bloemfontein, 27 de septiembre de 2001) es una modelo, influencer, creadora de contenido y personalidad mediática sudafricana-alemana.
Es popularmente conocida por su contenido en redes sociales y sus recreaciones de recetas desde cero. 

## Carrera
Smith comenzó a modelar a los 14 años, tras ser descubierta a través de la campaña “We Love Your Genes” de IMG Models. A los 18, se mudó a Estados Unidos, estableciéndose en California. En 2024, se convirtió en el rostro de la campaña Sweatfleece de Aritzia.
Entre finales de 2023 y principios de 2024, Smith comenzó a hacerse viral en TikTok y otras redes sociales por publicar contenido de “tradwife”, como cocinar comidas elaboradas para su familia desde cero mientras vestía ropa de diseñador, además de publicar su inusual gusto por los nombres de bebés, ya que estaba al comienzo de su tercer embarazo. En 2025, había acumulado más de 11 millones de seguidores en TikTok y más de 4 millones en Instagram.

## Vida personal

### Matrimonio e hijos
Tras conocerse en la Semana de la Moda de Milán de 2019, se casó con el modelo Lucky Blue Smith en febrero de 2020, en California. El matrimonio tiene tres hijos: Rumble Honey (nacida el 7 de octubre de 2020), Slim Easy (nacida el 6 de enero de 2022), y Whimsy Lou (nacida el 8 de abril de 2024). En junio de 2025 anunció su cuarto embarazo.

### Salud
Smith ha revelado que sufre de dermatitis y lupus. Ella atribuye la mejora de sus brotes de eczema a su cambio de estilo de vida y su dedicación a preparar la mayoría de sus comidas desde cero.